# Listen
《Listen》是台灣男歌手曾昱嘉的第一張錄音室專輯。

## 曲目
1. 呼喚我[2]（第三波主打）（緯來戲劇台《惡作劇之吻》片頭曲）
2. 眼淚不夠 （第二波主打）（東森戲劇台《Iris特務情人》片尾曲 ）
3. Alone
4. 疑心病 （首波主打）
5. 愛的關鍵字
6. 過度反應
7. 有什麼用
8. 慢熱
9. 明天來吃火鍋
10. 好嗎?

## MV
1. 首波MV《疑心病》（導演：陳奕仁）
2. 第二波MV《眼淚不夠》（導演：張清峰）
3. 第三波MV《呼喚我》（導演：張清峰、詹維峰）

## 外部參考
- Listen （页面存档备份，存于）-hit-FM只想聽音樂